# Bersée
Bersée é uma comuna francesa na região administrativa de Altos da França, no departamento do Norte. Estende-se por uma área de 10.93 km². Em 2010 a comuna tinha 2 293 habitantes (densidade: 209,8 hab./km²).